# Герберт, Ричард, 2-й барон Герберт из Чербери
Ричард Герберт, 2-й барон Герберт из Чербери (англ. Richard Herbert, 2nd Baron Herbert of Chirbury; ок. 1604 — 13 мая 1655) — английский пэр-роялист и член парламента, сражавшийся в звании полковника во время гражданской войны в Англии.

## Биография

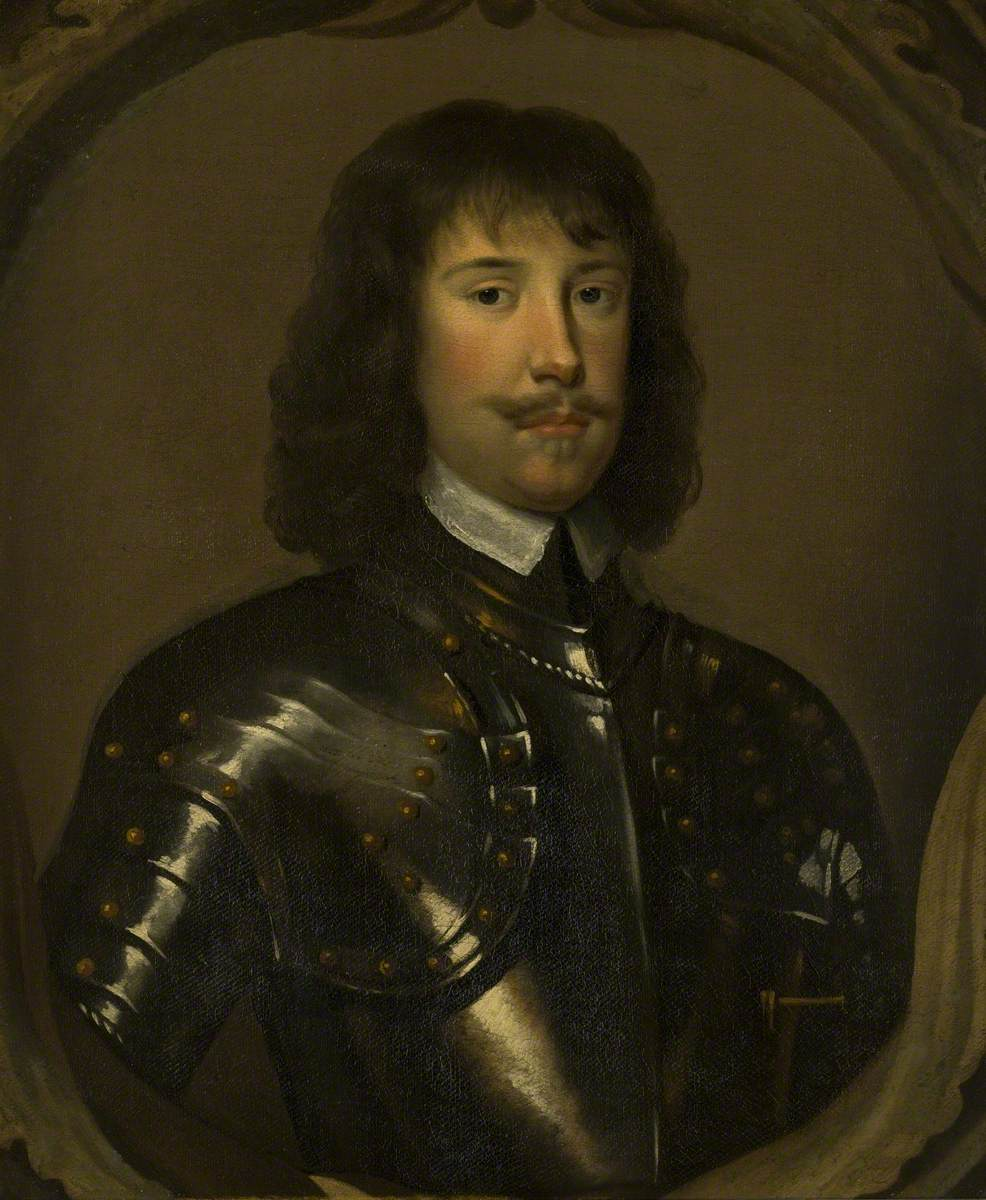
Портрет лорда Герберта в доспехах работы Виллема Виссинга.

Вид с руин замка Монтгомери, родовой резиденции Герберта.

Родился около 1604 года. Старший сын поэта Эдварда Герберта, 1-го барона Герберта из Чербери (1583—1648), и Мэри Герберт (1575—1634), дочери и наследницы сэра Уильяма Герберта (ок. 1554—1593), обоих членов боковой ветви семьи графов Пембруков. Он родился, когда его отцу было меньше двадцати одного года.
19 ноября 1627 года в Бриджуотер-хаусе, Барбикан, Лондон, Ричард Герберт женился на леди Мэри Эгертон (ок. 1604—1659), одной из пяти дочерей Джона Эгертона, 1-го графа Бриджуотера. Их детьми были два сына, Эдвард (ок. 1633—1678) и Генри (ок. 1640—1691), и две дочери, Фрэнсис и Флоренс.
В результате брака Ричард Герберт стал зятем Дэвида Сесила, 3-го графа Эксетера (ок. 1600—1643), сэра Джона Хобарта (1593—1647), Ричарда Воана, 2-го графа Карбери (ок. 1600—1686), Оливера Сент-Джона, 5-го барона Сент-Джона из Блетсо (1603—1642), и Джона Эгертона, 2-го графа Бриджуотера (1623—1686).
Роялист, в марте 1640 года Ричард Герберт был избран в Палату общин в Коротком парламенте, представляющем Монтгомеришир. В октябре того же года, на старте Долгого парламента, он был избран от Монтгомери. Он был назначен королевским губернатором Бриджнорта в 1642 году, когда разразилась Гражданская война в Англии. На свои средства для дела короля он собрал и пеший полк, и конный отряд, и король присвоил ему звание полковника. 12 октября 1642 года он был лишен права заседать в парламенте из-за того, что выполнил комиссию по сбору средств в Шропшире и присоединился к королю в Оксфорде. В 1643 году он получил степень магистра искусств Оксфордского университета и стал губернатором Ладлоу.
В июле 1643 года полковник Ричард Герберт, командующий своим полком, вместе с принцем Рупертом Рейнским находился при взятии Бристоля.
5 сентября 1644 года отец Ричарда Герберта, лорд Эдвард Герберт, путем переговоров уступил семейную резиденцию замка Монтгомери парламентским силам во главе с сэром Томасом Мидделтоном. Герберт-старший вернулся в Лондон, представился в парламент и получил пенсию в размере 20 фунтов в неделю, в то время как Замок впоследствии подвергся пренебрежению.
Ричард Герберт был губернатором Аберистуита в 1644 году и Ньюпорта в 1645 году, но он принес отрицательную присягу и 6 марта 1647 года «подал прошение о соединении», в результате чего он был оштрафован на 1000 фунтов стерлингов в качестве цены за заключение мира с парламентом.
Когда отец Ричарда Герберта умер 5 августа 1648 года, он унаследовал титулы своего отца: барона Герберта из Каслайленда в системе Пэрства Ирландии и барона Герберта из Чербери в системе Пэрства Англии, но не более того. Его младший брат Эдвард получил поместье Ллиссин на всю жизнь, а его собственный сын Эдвард, получил книги своего деда и большую часть его личного имущества. Сам Герберт, старший сын, получил только лошадей своего отца и получил указание «как можно больше использовать белую лошадь», в то время как его жене, новой леди Герберт, были завещаны альты и лютни её тестя.
Некоторое время он был членом Палаты лордов, пока 19 марта 1649 года Палата лордов не была отменена парламентским актом, который провозгласил, что «Общины Англии на основе слишком долгого опыта пришли к выводу, что Палата лордов бесполезна и опасна для народа Англии». Англия". Лорды не встречались снова до Парламента Конвента 1660 года .
Ричард Герберт сменил своего отца на посту главного лесника Сноудона. Он умер 13 мая 1655 года и был похоронен в Монтгомери.

## Потомки
Сыновья Герберта, Эдвард и Генри, в свою очередь, унаследовали его, но не оставили наследников мужского пола. Его дочь Фрэнсис не была замужем. Его дочь Флоренс вышла замуж за двоюродного брата Ричарда Герберта (умер 1676) из Окли-Парка, Шропшир. Их сын Фрэнсис Герберт (1667—1719) был отцом Генри Герберта, 1-го графа Поуиса, и Урании Герберт (ум. 1776), которая вышла замуж за Коулсона Феллоуза. У неё осталось два сына и дочь Урания Феллоуз, которая вышла замуж за Джона Уоллопа, 2-го графа Портсмута (1742—1797).